# 2051
2051 (MMLI) será un año normal comenzado en domingo en el calendario gregoriano. Será también el número 2051° anno Dómini (AD) o de la designación de Era Cristiana, además del quincuagésimo primer año del Siglo XXI y del tercer milenio, el segundo del decenio de los Años 2050 y el primero de la sexta década del Siglo XXI. Este año marcará el inicio de la segunda mitad del Siglo XXI (2051-2100). Será designado como:
• El Año de la Cabra, según el horóscopo chino.

## Acontecimientos

### Abril
- Uno de los mensajes de METI Cosmic Call 1 enviado desde el radar planetario Eupatoria de 70 metros en 1999 llega a su destino, la estrella Gliese 777 .

- Datos: Q49926